# Cena Louise Delluca
Cena Louise Delluca (francouzsky Prix Louis-Delluc) je francouzské filmové ocenění, které se uděluje každoročně od roku 1936. Cena je pojmenována na počest francouzského spisovatele a režiséra Louise Delluca (1890–1924). Od roku 1999 se rovněž uděluje cena za nejlepší filmový debut.

## Seznam oceněných

### Cena Louise Delluca
- 1936: Na dně, režie Jean Renoir
- 1938: Le Puritain, režie Jeff Musso (únor) a Nábřeží mlh, režie Marcel Carné (prosinec)
- 1939: neuděleno
- 1940: neuděleno
- 1941: neuděleno
- 1942: neuděleno
- 1943: neuděleno
- 1944: neuděleno
- 1945: Naděje režie André Malraux
- 1946: Kráska a zvíře, režie Jean Cocteau
- 1947: Paris 1900, režie Nicole Vedrès
- 1948: Přehlídka ztraceného času, režie Jean Dréville
- 1949: Schůzka v červenci, režie Jacques Becker
- 1950: Deník venkovského faráře, režie Robert Bresson
- 1951: neuděleno
- 1952: Karmazínová záclona režie Alexandre Astruc
- 1953: Prázdniny pana Hulota, režie Jacques Tati
- 1954: Ďábelské ženy režie Henri-Georges Clouzot
- 1955: Velké manévry, režie René Clair
- 1956: Červený balónek režie Albert Lamorisse
- 1957: Výtah na popraviště, režie Louis Malle
- 1958: Já, černoch, režie Jean Rouch
- 1959: V neděli se nepohřbívá, režie Michel Drach
- 1960: Tak dlouhá nepřítomnost, režie Henri Colpi
- 1961: Tak velké srdce, režie François Reichenbach
- 1962: (ex æquo) Nesmrtelná režie Alain Robbe-Grillet a Nápadník, režie Pierre Étaix
- 1963: Paraplíčka ze Cherbourgu, režie Jacques Demy
- 1964: Štěstí režie Agnès Varda
- 1965: Život na zámku, režie Jean-Paul Rappeneau
- 1966: Válka skončila režie Alain Resnais
- 1967: Benjamin aneb Deník panice, režie Michel Deville
- 1968: Ukradené polibky, režie François Truffaut
- 1969: Věci života, režie Claude Sautet
- 1970: Klářino koleno režie Éric Rohmer
- 1971: Schůzka v Bray režie André Delvaux
- 1972: Stav obležení, režie Costa-Gavras
- 1973: Hodinář od sv. Pavla, režie Bertrand Tavernier
- 1974: Facka, režie Claude Pinoteau
- 1975: Bratranec a sestřenice, režie Jean-Charles Tacchella
- 1976: Soudce zvaný šerif režie Yves Boisset
- 1977: Diabolo menthe, režie Diane Kurys
- 1978: Peníze těch druhých, režie Christian de Chalonge
- 1979: Král a pták, režie Paul Grimault
- 1980: Un étrange voyage režie Alain Cavalier
- 1981: Zvláštní případ, režie Pierre Granier-Deferre
- 1982: Danton režie Andrzej Wajda
- 1983: Našim láskám, režie Maurice Pialat
- 1984: Nebezpečná partie, režie Richard Dembo
- 1985: L'Effrontée, režie Claude Miller
- 1986: Zlá krev, režie Leos Carax
- 1987: (ex æquo) Pěstuj si pravačku, režie Jean-Luc Godard a Na shledanou, chlapci, režie Louis Malle
- 1988: Předčitatelka, režie Michel Deville
- 1989: Láska bez lítosti režie Éric Rochant
- 1990: (ex æquo) Malý kriminálník, režie Jacques Doillon a Manžel kadeřnice, režie Patrice Leconte
- 1991: Všechna jitra světa režie Alain Corneau
- 1992: Le petit prince a dit, režie Christine Pascal
- 1993: Smoking / No Smoking režie Alain Resnais
- 1994: Divoké rákosí režie André Téchiné
- 1995: Nelly a pan Arnaud, režie Claude Sautet
- 1996: Y aura-t-il de la neige à Noël ?, režie Sandrine Veysset
- 1997: (ex æquo) Stará známá písnička režie Alain Resnais a Marius et Jeannette, režie Robert Guédiguian
- 1998: L'Ennui, režie Cédric Kahn
- 1999: Sbohem, můj sladký domove, režie Otar Ioseliani
- 2000: Díky za čokoládu, režie Claude Chabrol
- 2001: Intimita, režie Patrice Chéreau
- 2002: Être et avoir, režie Nicolas Philibert
- 2003: (ex æquo) trilogie Un couple épatant / Cavale / Après la vie, režie Lucas Belvaux a Les Sentiments, režie Noémie Lvovsky
- 2004: Králové a královna režie Arnaud Desplechin
- 2005: Pravidelní milenci, režie Philippe Garrel
- 2006: Lady Chatterleyová, režie Pascale Ferran
- 2007: Kuskus režie Abdellatif Kechiche
- 2008: La Vie moderne, režie Raymond Depardon
- 2009: Prorok, režie Jacques Audiard
- 2010: Tajemství Lisabonu, režie Raúl Ruiz
- 2011: Le Havre režie Aki Kaurismäki
- 2012: Sbohem, královno, režie Benoît Jacquot
- 2013: Život Adèle režie Abdellatif Kechiche
- 2014: Sils Maria režie Olivier Assayas
- 2015: Fatima, režie Philippe Faucon
- 2016: Příběh jednoho života, režie Stéphane Brizé
- 2017: Barbara, režie Mathieu Amalric
- 2018: Okouzlit, milovat a rychle utíkat, režie Christophe Honoré
- 2019: Janička z Arku, režie Bruno Dumont
- 2020: Adolescentes, režie Sébastien Lifshitz
- 2021: Onoda, režie Arthur Harari
- 2022: (ex æquo) Saint Omer, režie Alice Diop a Pacifiction, režie Albert Serra
- 2023: Říše zvířat, režie Thomas Cailley
- 2024: Pro smilování! režie Alain Guiraudie

### Cena Louise Delluca za filmový debut
- 1999: Voyages režie Emmanuel Finkiel
- 2000: Ressources humaines, režie Laurent Cantet
- 2001: Toutes les nuits režie Eugène Green
- 2002: Wesh wesh, qu'est-ce qui se passe ?, režie Rabah Ameur-Zaïmeche
- 2003: Il est plus facile pour un chameau…, režie Valeria Bruni-Tedeschiová
- 2004: Když moře stoupá, režie Yolande Moreau a Gilles Porte
- 2005: Studené sprchy režie Antony Cordier
- 2006: Vize, režie Jean-Pierre Darroussin
- 2007: (ex æquo)  Akvabely, režie Céline Sciamma a Vše je odpuštěno, režie Mia Hansen-Løve
- 2008: L'Apprenti, režie Samuel Collardey
- 2009: Tiché hlasy, režie Léa Fehner
- 2010: Drahá Prudence, režie Rebecca Zlotowski
- 2011: Donoma, režie Djinn Carrenard
- 2012: Louise Wimmer, režie Cyril Mennegun
- 2013: Vandal, režie Hélier Cisterne
- 2014: Láska na první boj, režie Thomas Cailley
- 2015: Le Grand Jeu, režie Nicolas Pariser
- 2016: Gorge cœur ventre, režie Maud Alpi
- 2017: Raw, režie Julia Ducournau
- 2018: (ex æquo) Střídavá péče, režie Xavier Legrand a Divoši, režie Bertrand Mandico
- 2019: Planoucí duše, režie Stéphane Batut
- 2020: Josep, režie Aurélien Froment
- 2021: Vers la bataille, režie Aurélien Vernhes-Lermusiaux
- 2022: Falcon Lake, režie Charlotte Le Bon
- 2023: Bezdětná matka režie Iris Kaltenbäck
- 2024: Les Fantômes, režie Jonathan Millet